# 149573 Mamorudoi
149573 Mamorudoi è un asteroide della fascia principale. Scoperto nel 2003, presenta un'orbita caratterizzata da un semiasse maggiore pari a 2,1692960 UA e da un'eccentricità di 0,0261630, inclinata di 3,04210° rispetto all'eclittica.